# Alexander Torin
Alexander Erik Torin, född 23 maj 1995 i Karlstad i Värmlands län, är en svensk politiker (moderat). Han är kommunalråd i Karlstads kommun sedan 19 oktober 2018 och har varit ordförande i kommunens gymnasie- och vuxenutbildningsnämnd sedan 27 september 2019.
Torin har tidigare varit distriktsordförande (2014–2017) för Moderata ungdomsförbundet i Värmlands län och vice riksordförande för Moderat skolungdom 2014–2015. Han var ledamot i ungdomsförbundets nationella styrelse 2016–2018.
Alexander Torin är förbundsordförande för Moderaterna i Värmland sedan den 5 april 2025.